# The Tank Museum
The Tank Museum (dawniej Bovington Tank Museum) – muzeum wojskowe poświęcone broni pancernej, zlokalizowane w sąsiedztwie bazy wojskowej Bovington Camp, w hrabstwie Dorset, w Anglii (Wielka Brytania).
Zostało otwarte dla publiczności w roku 1947, w miejscu założonego w 1916 ośrodka szkoleniowego dla przyszłych żołnierzy broni pancernej. Po I wojnie światowej w Bovington zachowano lepiej utrzymane egzemplarze pojazdów i po uzupełnieniu o kolekcję pojazdów z II wojny światowej zdecydowano się na otwarcie placówki muzealnej. 
Muzeum posiada w swojej kolekcji ponad 300 pojazdów z 26 państw świata i jest to jedna z większych kolekcji w Wielkiej Brytanii, a ozdobą są czołgi Tiger I i Mark I.

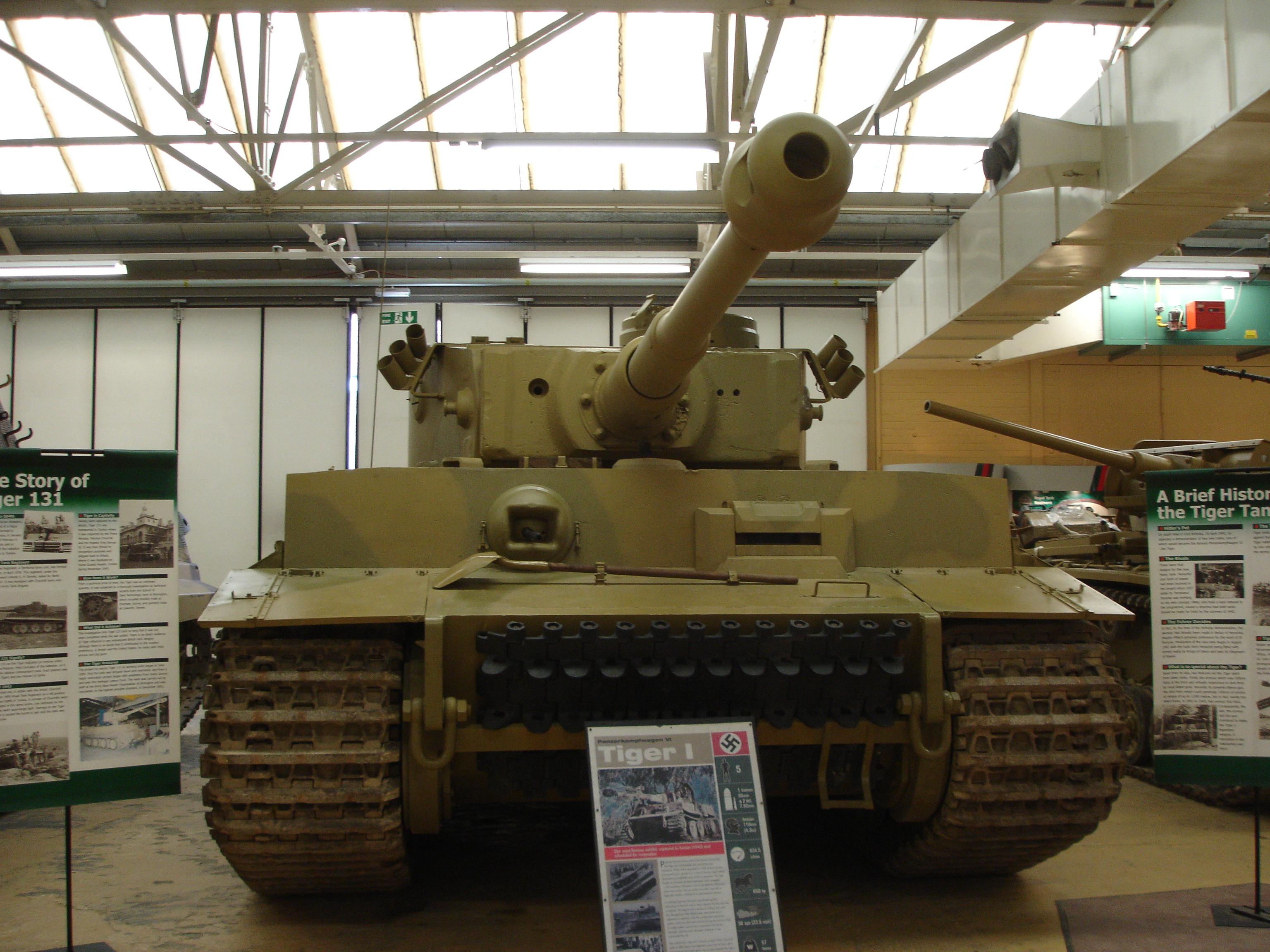
Tiger I
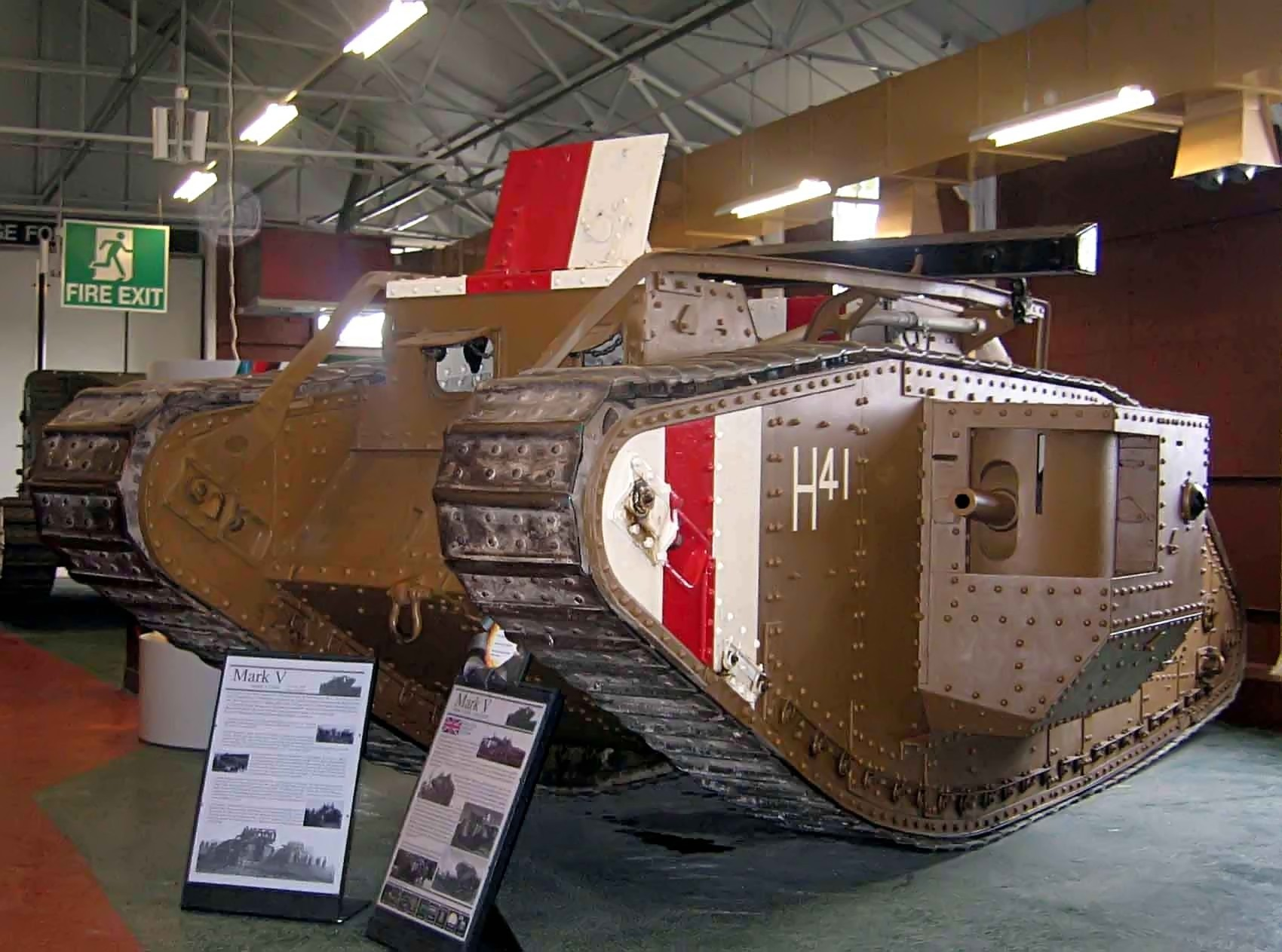
Mark V
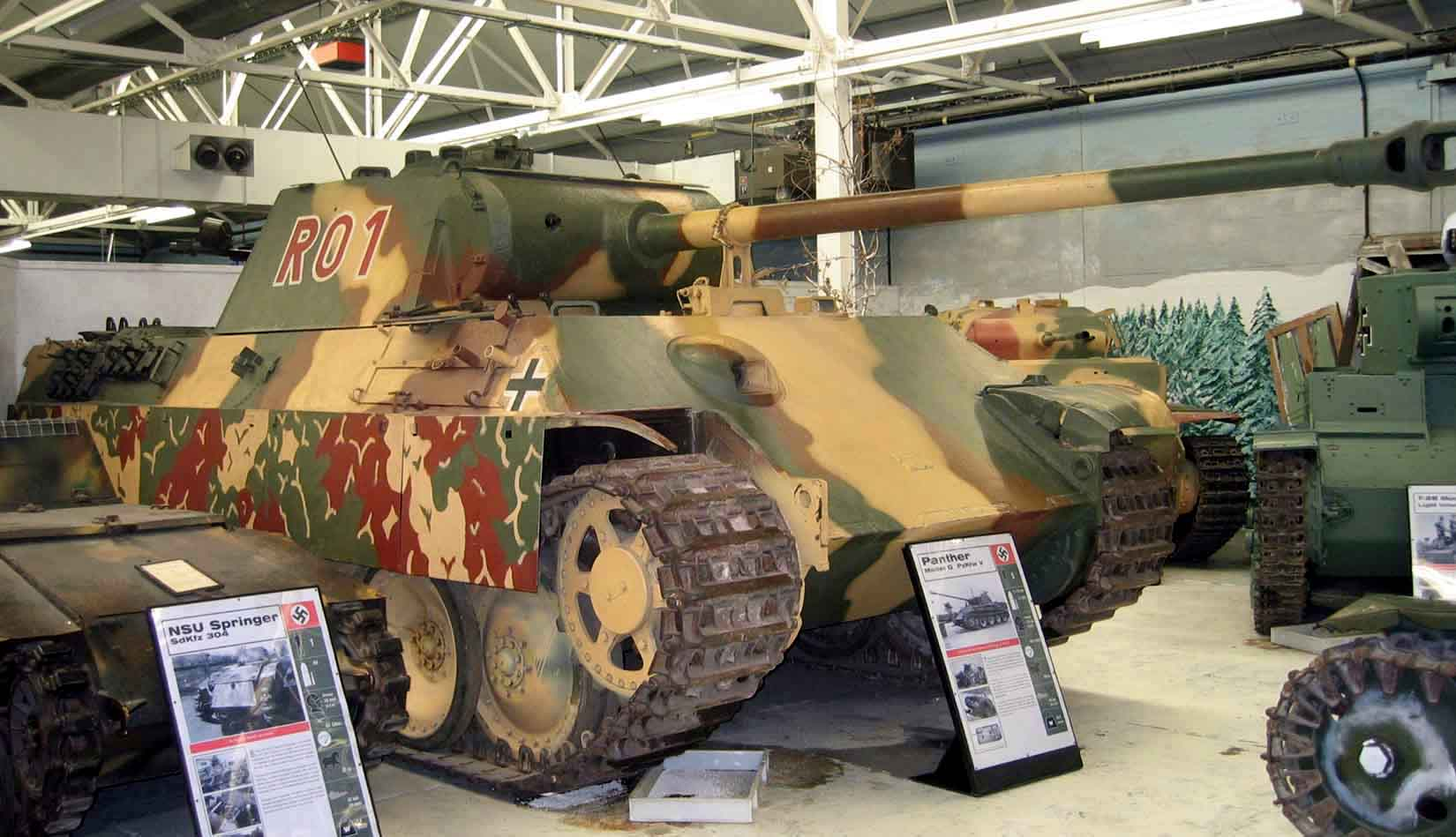
Panther
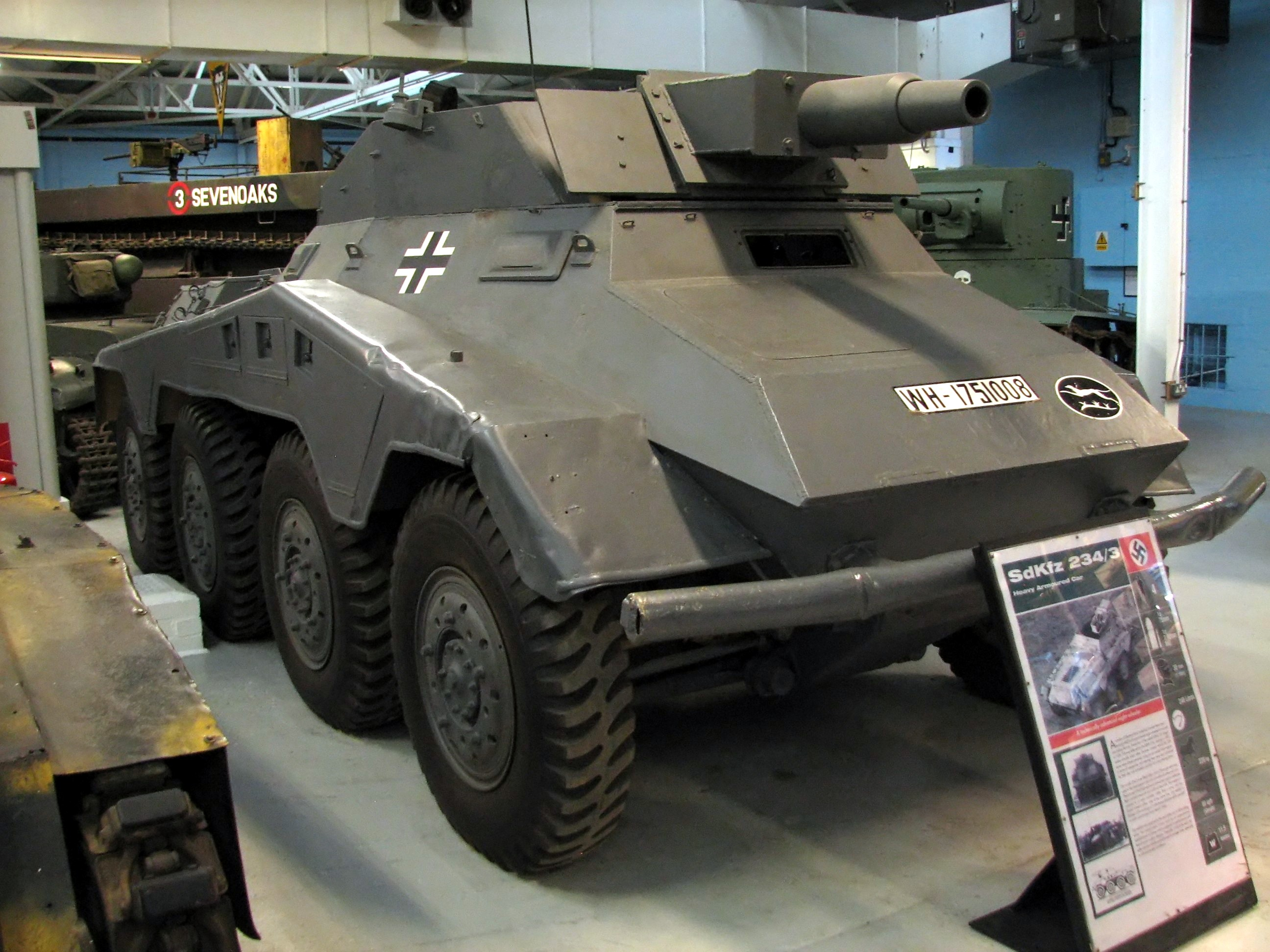
Sd.Kfz.234
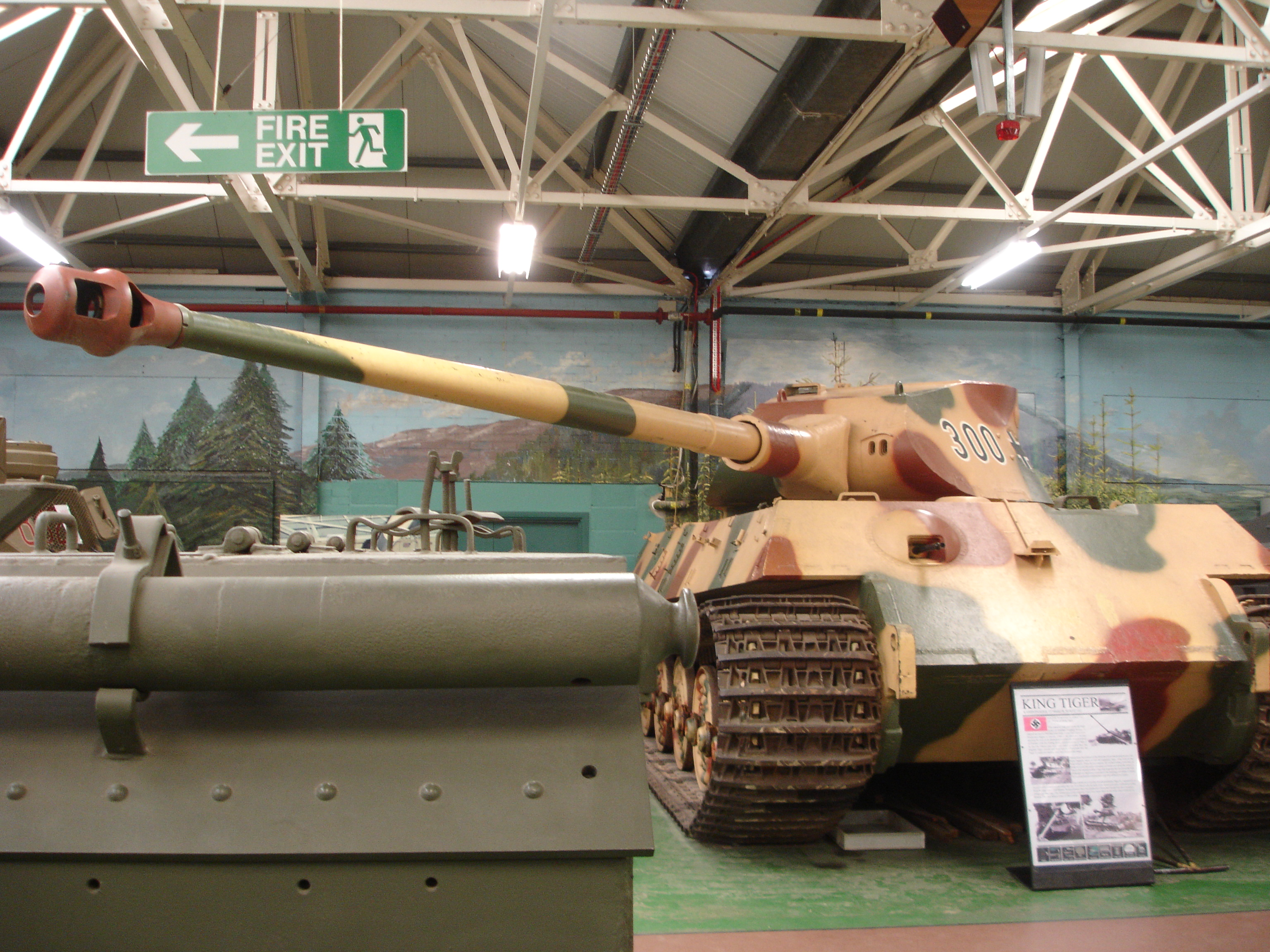
Königstiger
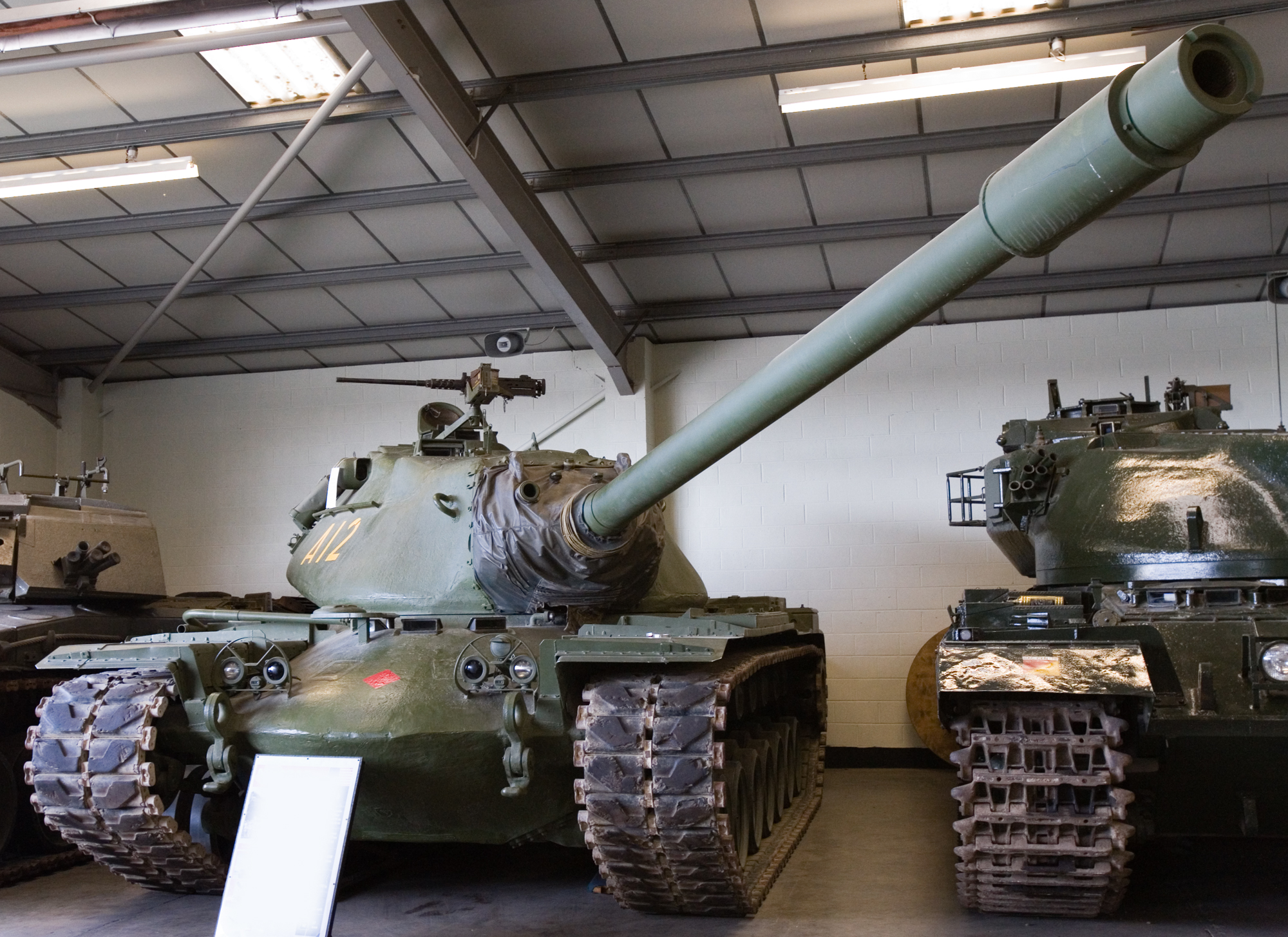
M103
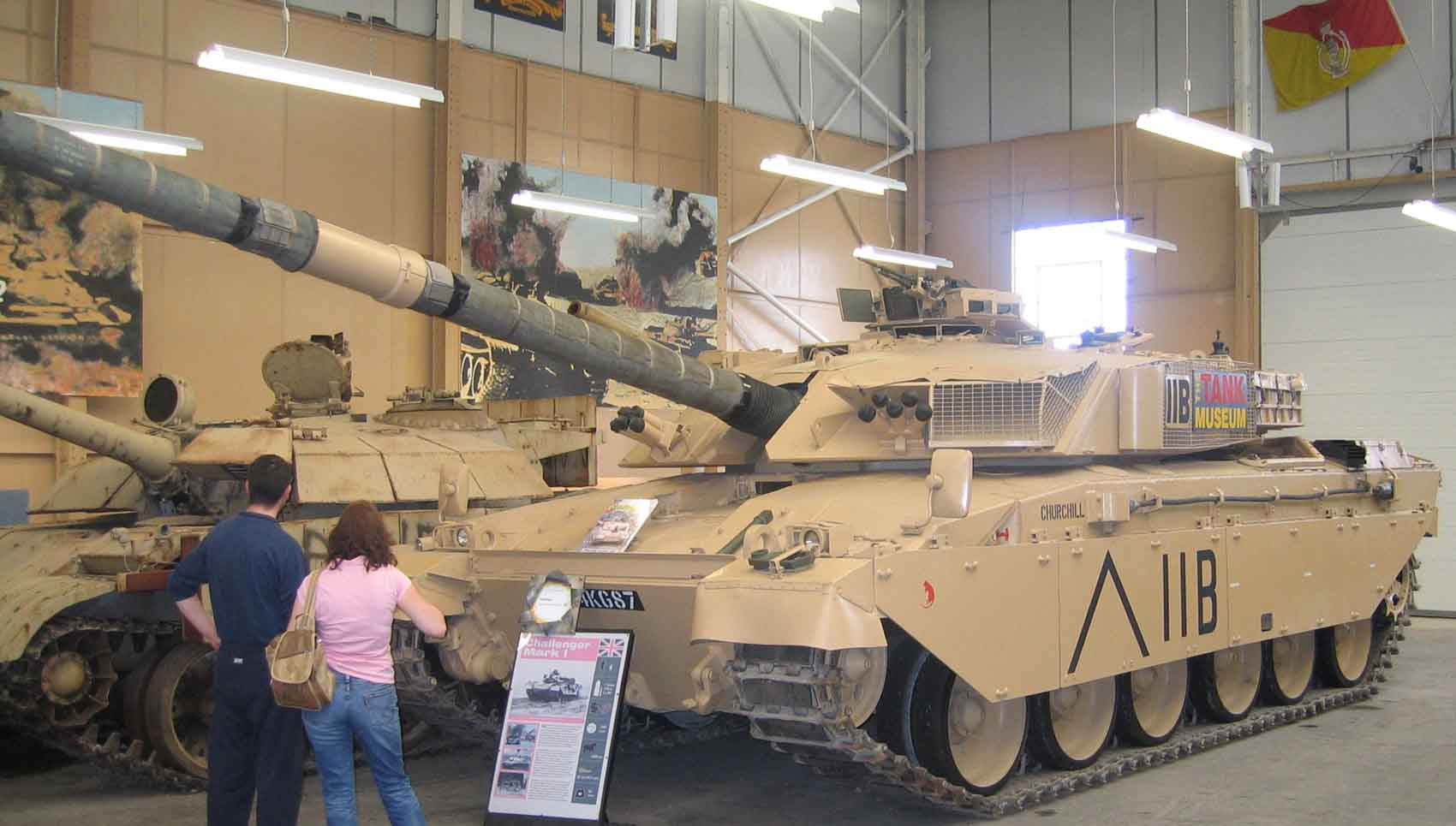
Challenger 1
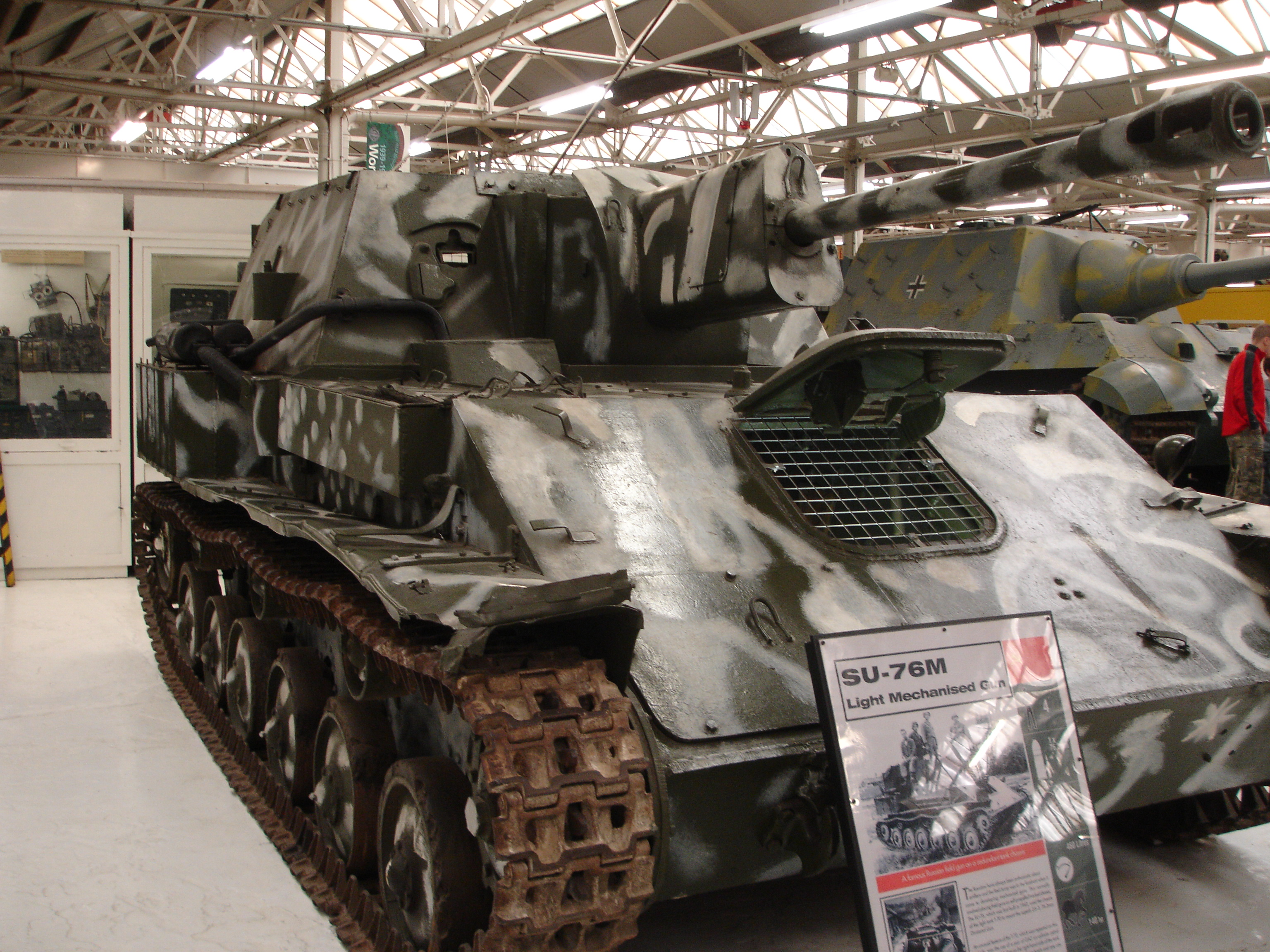
SU-76
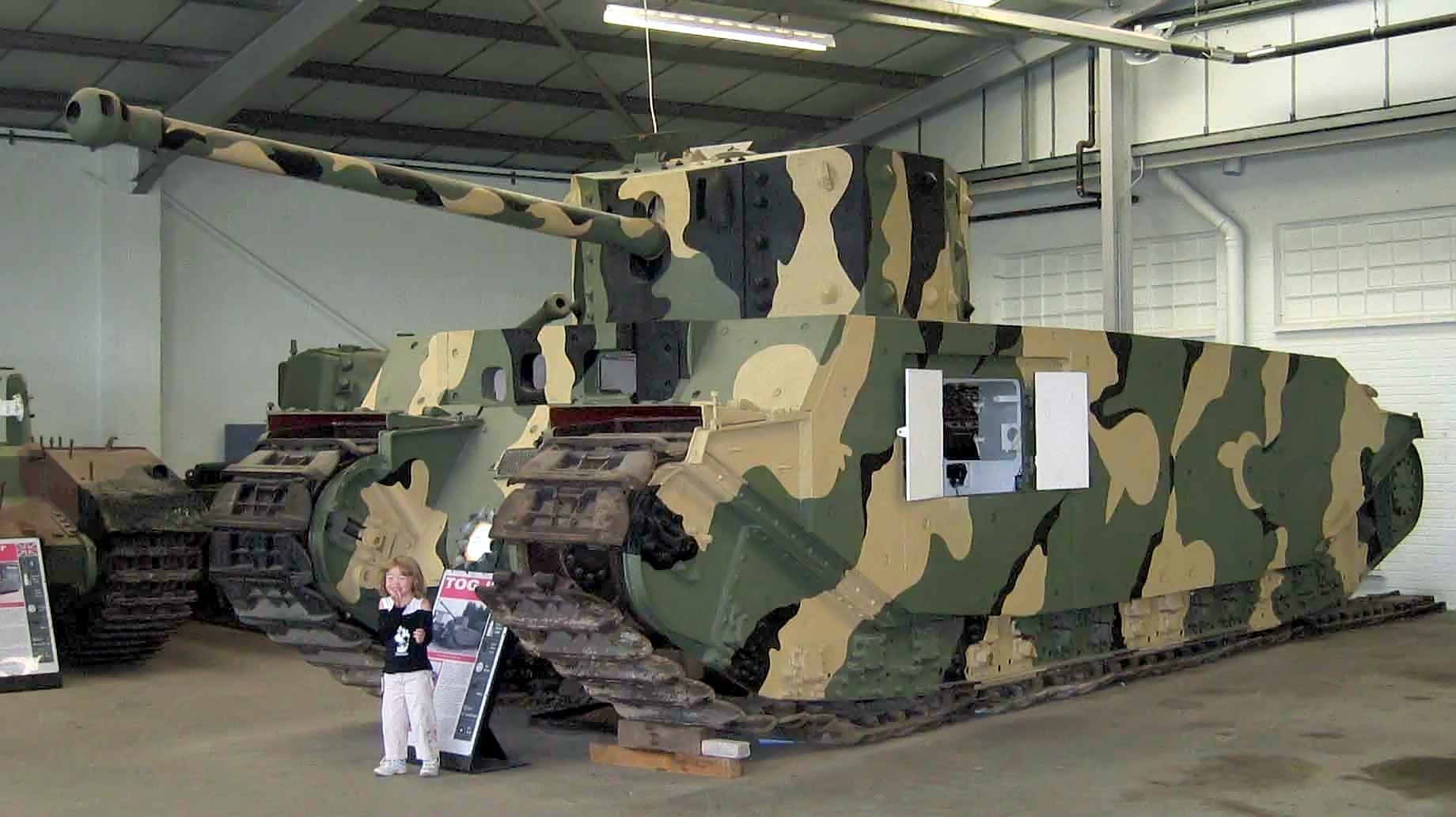
TOG 2
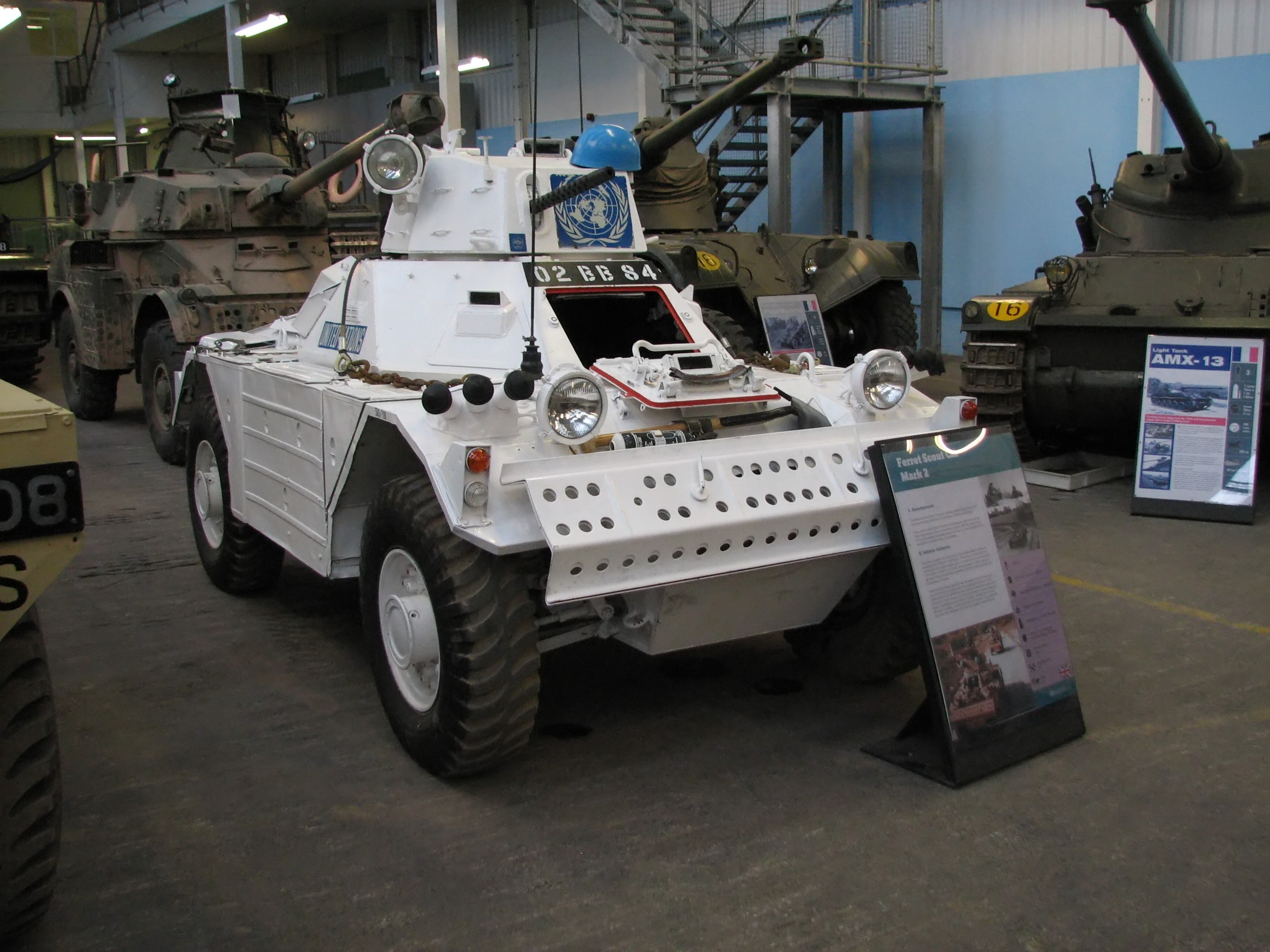
Daimler Ferret
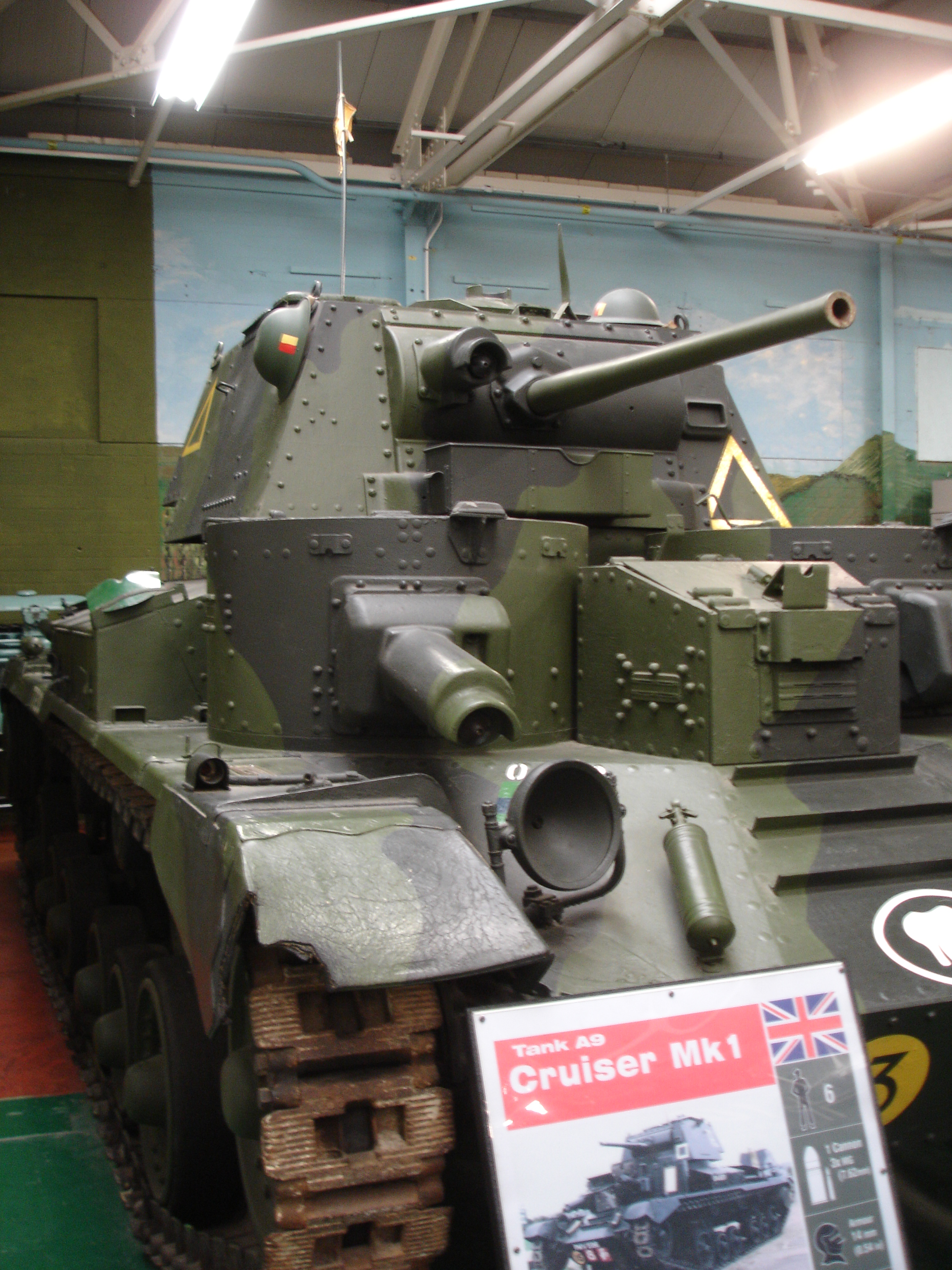
Cruiser Mk I
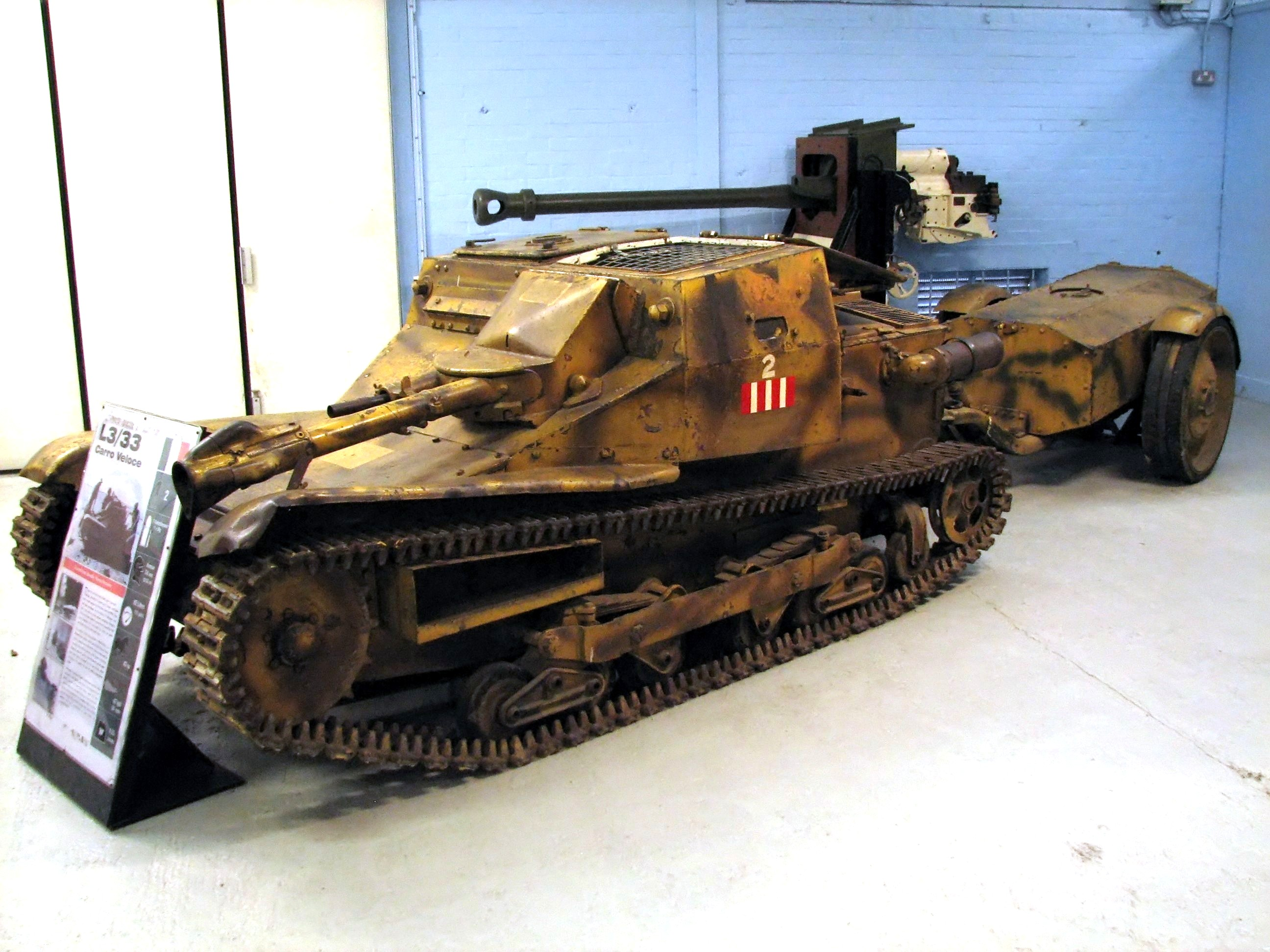
CV3/33
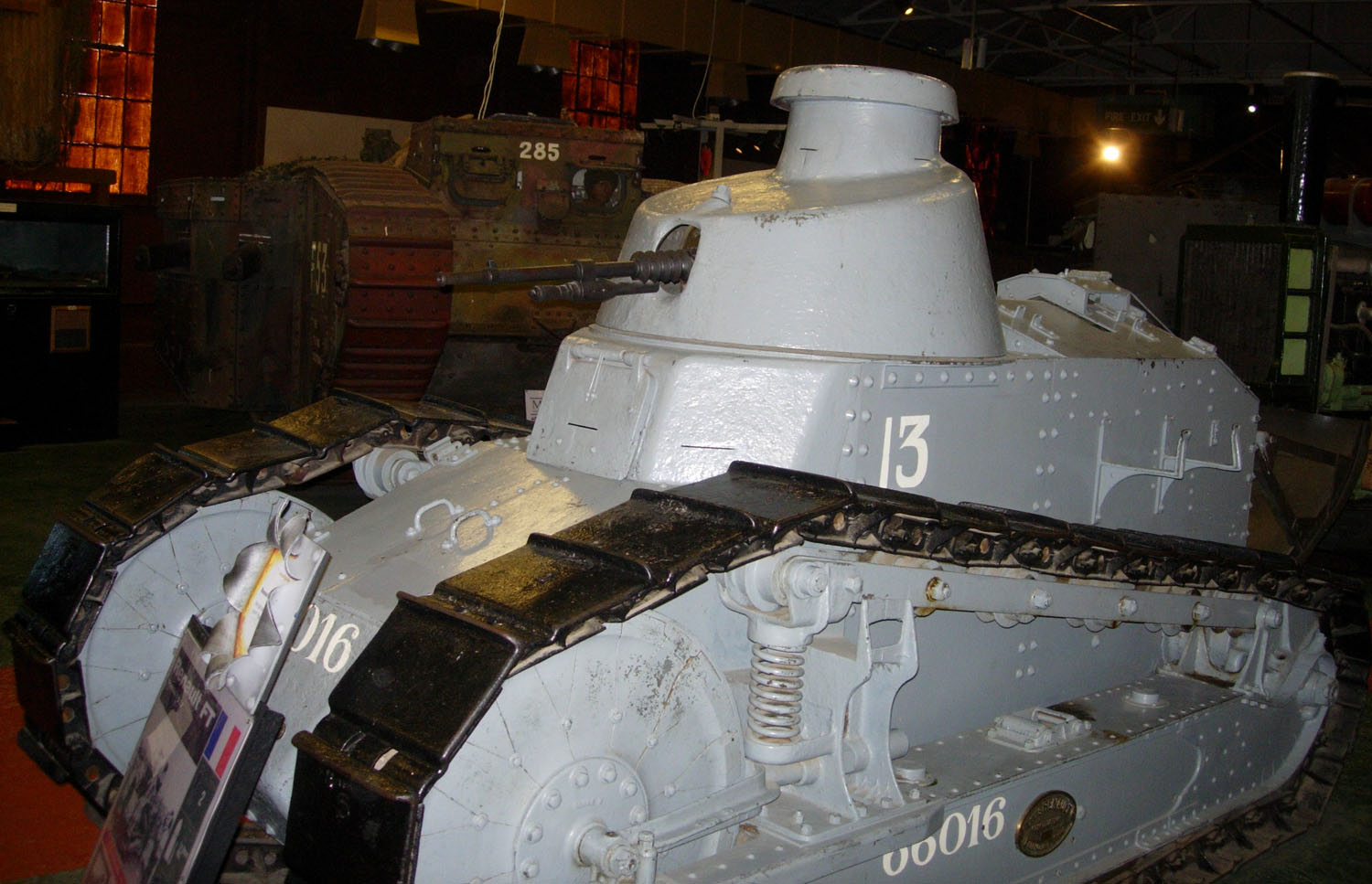
Renault FT-17
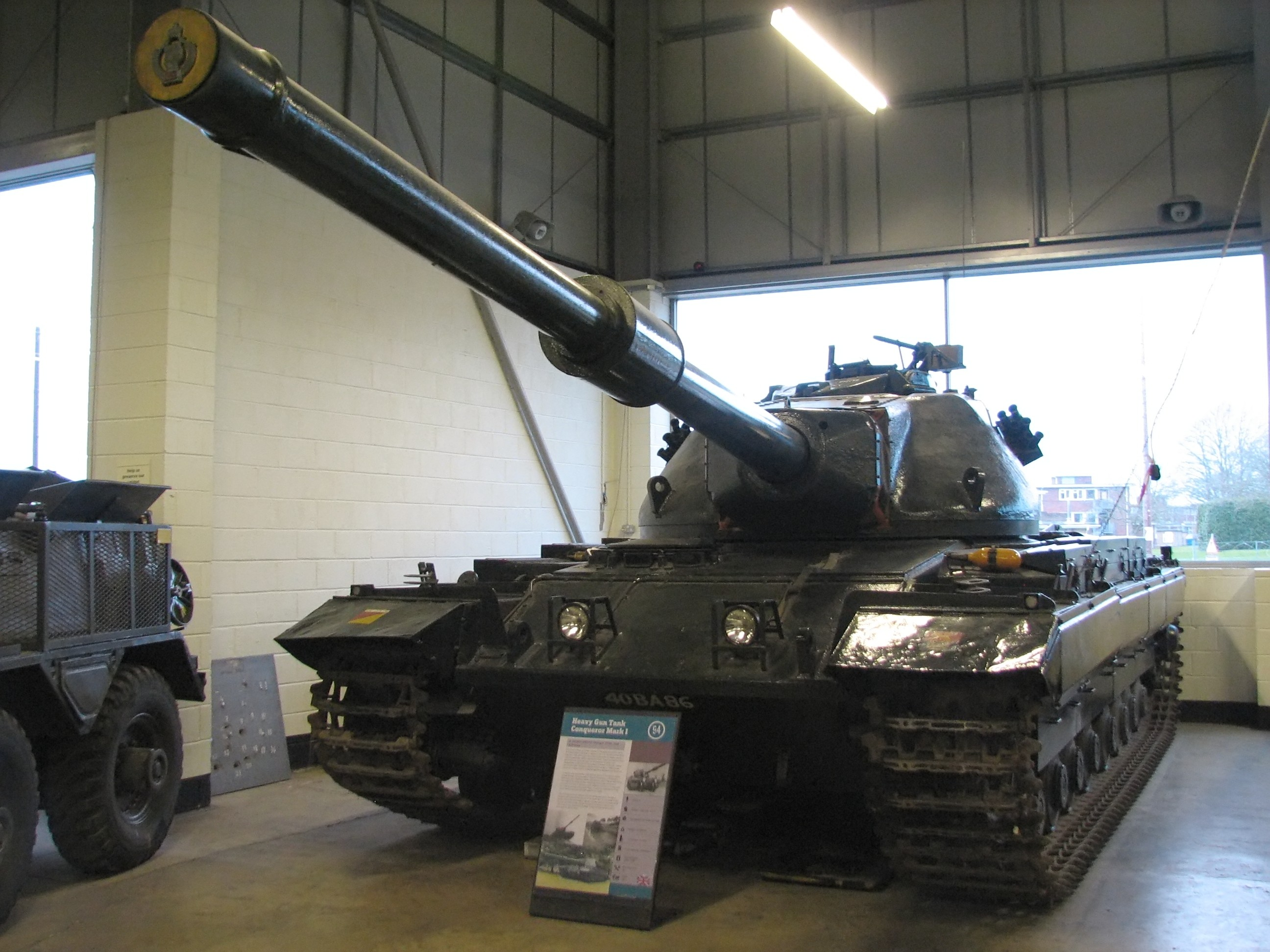
Conqueror Mk 1